# 양도성예금증서
양도성예금증서(讓渡性預金證書, 영어: certificate of deposit, CD)는 제3자에게 양도가 가능한 정기예금증서를 말한다. 기간은 30일 이상으로 1년이 넘는 것도 있으나 대개는 90∼180일이다.

## 상세
현금자동지급기(CDㆍcash dispenser)와 구별하기 위하여 NCD(Negotiable Certificate of deposit)라고도 한다.
은행의 정기예금에 양도성을 부여한 무기명 증권이다. 발행기관은 은행이고 유통기관은 증권사와 종합금융회사이다. 예금증서는 1900년대 초부터 개인과 기업의 저축성 예금을 흡수하기 위하여 발행되었으나, 1961년 2월 시티은행이 양도가능하다는 표시를 하여 발행하기 시작함으로써 본격화되었다.
최저예금액 제한은 없지만 500만원 이상이 일반적이다. 최단 만기는 30일이지만 최장 만기 제한은 없다.
양도성예금의 경우 중도에 해지가 불가능하며 만기일에 양도성예금증서를 은행에 제시하면 누구나 예금인출이 가능하다.쉽게 생각하면 양도성 예금증서란 예금통장과는 달리 통장에 이름을 쓰지 않은 것이 보통이며, 보통의 예금과는 달리 통장대신에 쪽지를 준다. 무기명으로 이름이 없으니 누구에게나 팔 수 있고, 간혹 돈세탁 수단으로 활용되기도 하여 뇌물사건에서는 양도성예금증서라는 말이 자주 등장한다.

## 대한민국
한국은 1974년 1차 도입되었다가 폐지되고 1984년 6월 재도입되어 1990년대 이후 급속한 신장세를 보이고 있다. 만기 30일 이상으로 할인 발행되며 중도환매는 허용되지 않는다. 또한 양도성예금증서(CD)는 2001년부터 예금보호대상에서 제외되었다.
2018년 7월 26일, 한국예탁결제원에 따르면 CD 발행 규모는 10조4000억원으로 전년도에 비해 29.3% 감소했다. CD의 발행 규모는 2016년 하반기 14조8000억원을 정점으로 2017년 상반기엔 14조7000억원, 하반기에는 12조2000억원으로 감소세다.

## 같이 보기
- 무기명채권
- 영구채